# Puente mixto

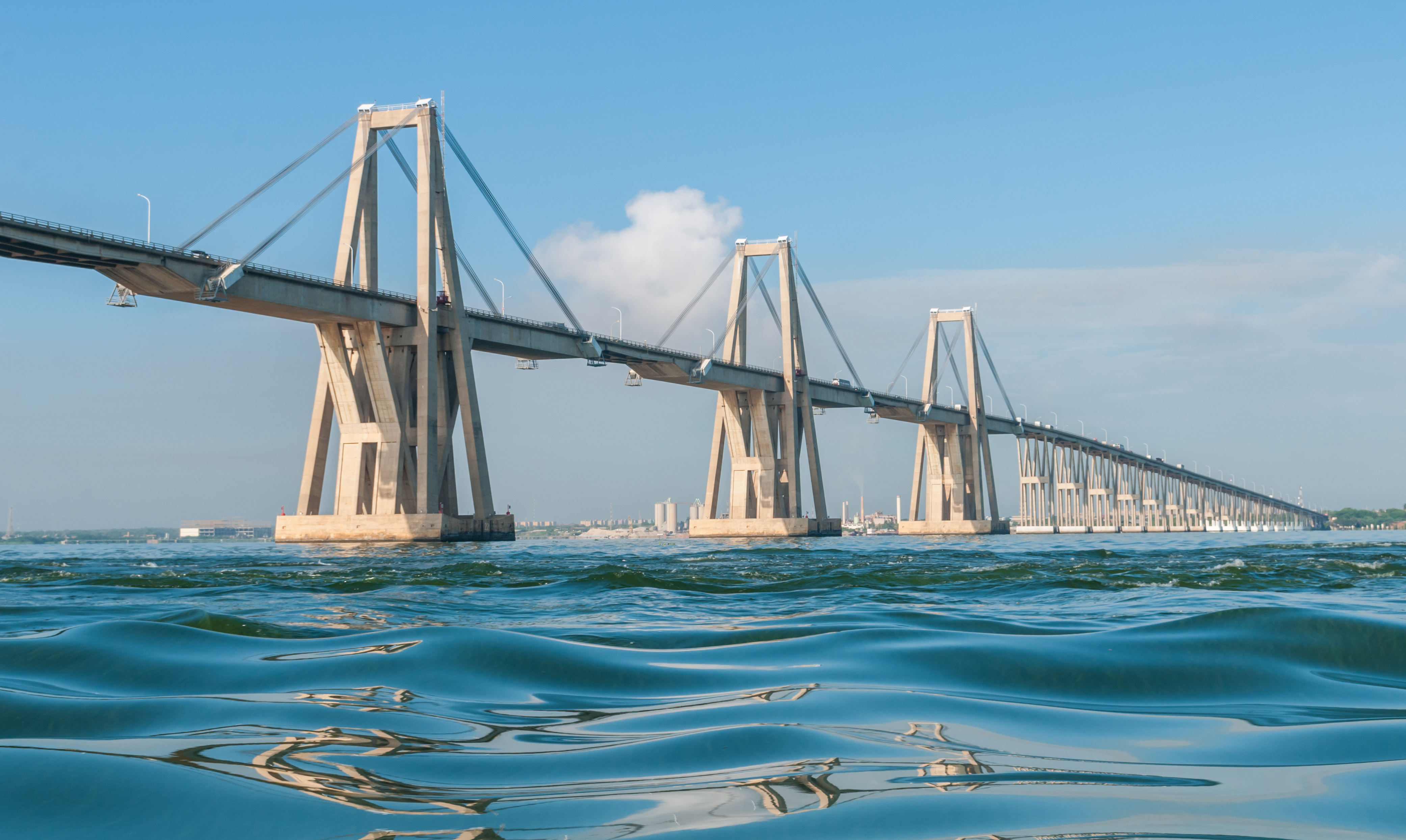
Puente Rafael Urdaneta sobre el lago Maracaibo, en Zulia, Venezuela

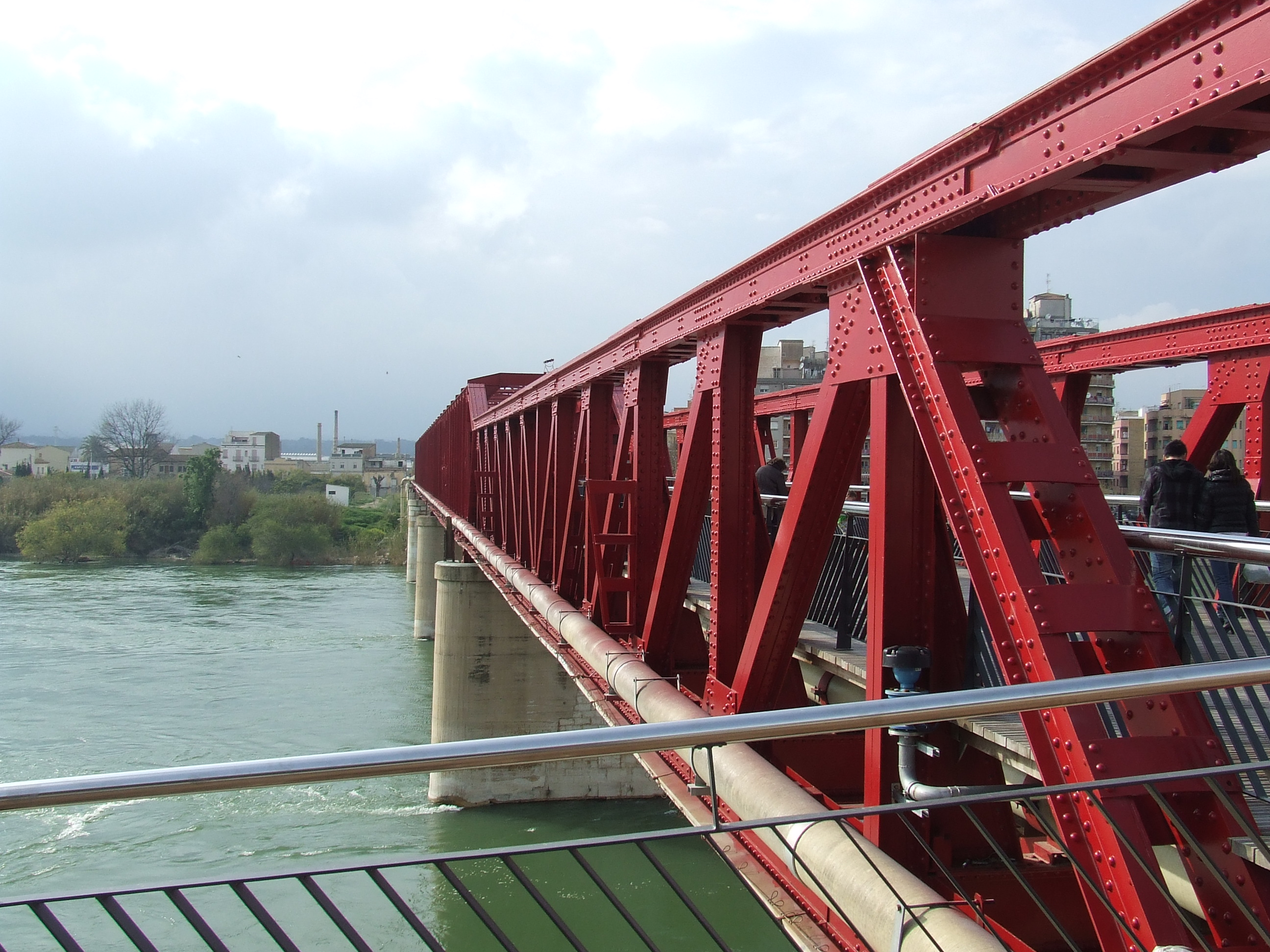
Puente de Tortosa sobre el río Ebro en Cataluña, España

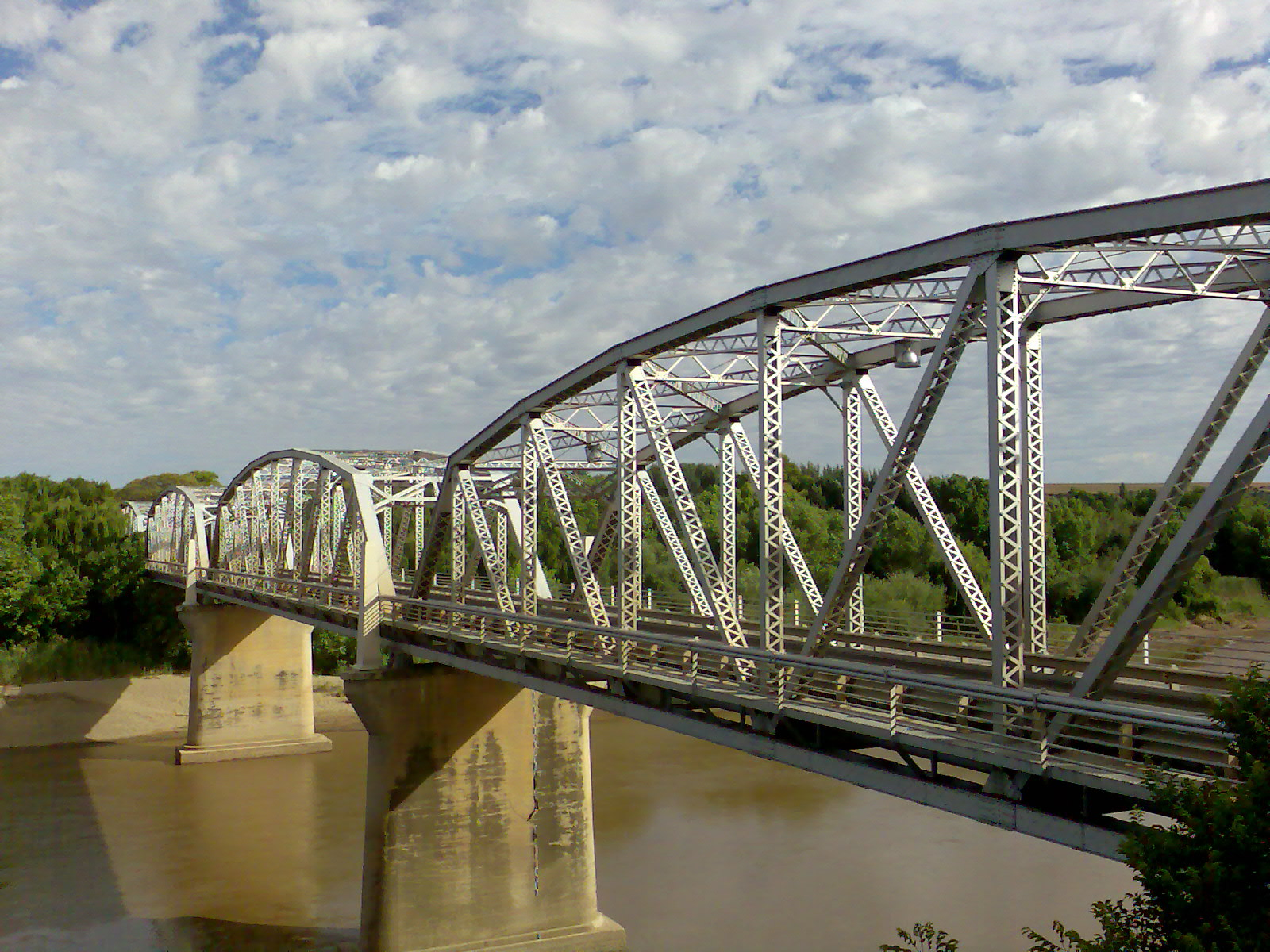
Puente General Hertzog sobre el río Orange en Provincia Oriental del Cabo, Sudáfrica

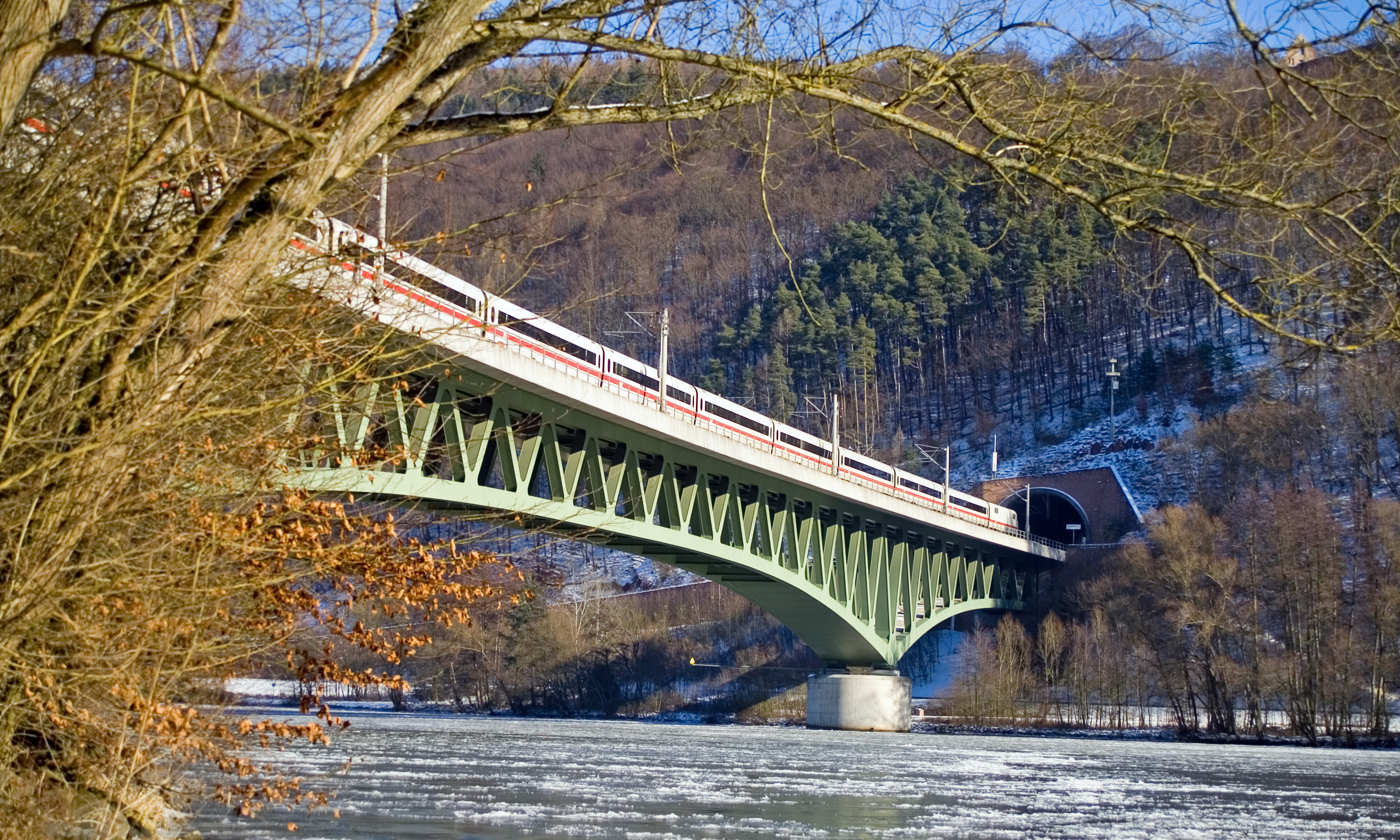
Puente de Nantenbach sobre el río Main en Baviera, Alemania

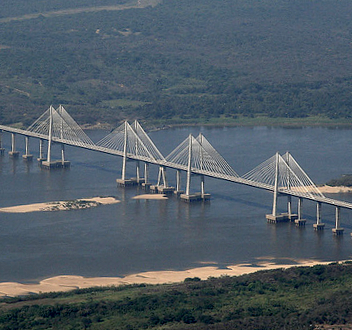
Puente Orinoquia sobre el río Orinoco, en Bolívar, Venezuela

Un puente mixto, en términos de ingeniería civil, es un puente formado por acero y hormigón sin mezclarse como se da en el hormigón armado y en el pretensado.

## Características
Debido a las propiedades de cada uno de los dos elementos que componen este tipo de puentes, se puede sacar el mejor provecho de cada uno de ellos. Así, mientras el hormigón resiste la compresión, las barras de acero resisten la tracción.

## Ejecución
La ejecución de los puentes mixtos se puede realizar mediante tableros mixtos multijácena y tableros de sección en cajón.

### Tableros mixtos multijácena
Los tableros mixtos multijácena tienen la ventaja de que son adecuados para su fabricación en taller, son de fácil transporte, se colocan con medios ordinarios mediante grúa, se reducen las uniones y disponen de un fácil proceso para ejecutar la losa. No obstante, tienen el inconveniente de que se exponen demasiado al viento, aumentan el esfuerzo de la losa, contienen esquinas abundantes, necesitan un fuerte mantenimiento, son sensibles al pandeo y son susceptibles a gradientes térmicos, entre otros.

### Tableros de sección en cajón
Los tableros de sección en cajón tienen la ventaja de que se reducen las superficies exteriores, el mantenimiento es sencillo, existe adecuación en geometrías, reparto de cargas, dispone de versatilidad y tiene menores espesores en losas, entre otros. No obstante, tienen el inconveniente de que aumenta la dificultad en taller, un transporte más complicado, requiere un mayor número de soldaduras y requieres afinidad en los procesos constructivos.

## Otros tipos de puentes

### Según su estructura
Puentes fijos
- Puente viga.
- Puente en arco.
- Puente en ménsula.
- Puente colgante.
- Puente atirantado.

Puentes móviles
- Puente basculante.
- Puente giratorio.
- Puente retráctil.
- Puente de elevación vertical.
- Puente transbordador.

### Según su material
- Puente de cuerdas.
- Puente de madera.
- Puente de mampostería.
- Puente metálico.
- Puente de hormigón armado.
- Puente de hormigón pretensado.